# Grayling (Alaska)
Grayling és una població dels Estats Units a l'estat d'Alaska. Segons el cens del 2007 tenia 174 habitants.

## Demografia
Segons el cens del 2000, Grayling tenia 194 habitants, 51 habitatges, i 37 famílies La densitat de població era de 6,9 habitants/km².
Dels 51 habitatges en un 47,1% hi vivien nens de menys de 18 anys, en un 43,1% hi vivien parelles casades, en un 19,6% dones solteres, i en un 25,5% no eren unitats familiars. En el 21,6% dels habitatges hi vivien persones soles el 5,9% de les quals corresponia a persones de 65 anys o més que vivien soles. El nombre mitjà de persones vivint en cada habitatge era de 3,8 i el nombre mitjà de persones que vivien en cada família era de 4,39.
Per edats la població es repartia de la següent manera: un 46,4% tenia menys de 18 anys, un 6,2% entre 18 i 24, un 22,7% entre 25 i 44, un 18,6% de 45 a 60 i un 6,2% 65 anys o més.
L'edat mitjana era de 20 anys. Per cada 100 dones hi havia 100 homes. Per cada 100 dones de 18 o més anys hi havia 116,7 homes.
La renda mitjana per habitatge era de 21.875 $ i la renda mitjana per família de 18.750 $. Els homes tenien una renda mitjana de 21.250 $ mentre que les dones 21.250 $. La renda per capita de la població era de 7.049 $. Aproximadament el 62,1% de les famílies i el 64,5% de la població estaven per davall del llindar de pobresa.

## Poblacions més properes
El següent diagrama mostra les poblacions més properes.